# Dorymenia quincarinata
Dorymenia quincarinata is een Solenogastressoort uit de familie van de Proneomeniidae. De wetenschappelijke naam van de soort is voor het eerst geldig gepubliceerd in 1970 door Ponder.